# Citaatrecht
Het citaatrecht is binnen het auteursrecht een van de diverse uitzonderingen op het verbod om iets openbaar te maken of te kopiëren zonder toestemming van de maker. Het heeft betrekking op het gebruikmaken van citaten uit een auteursrechtelijk beschermd werk.

## Citaatrecht in Nederland
De hoofdregel van de Nederlandse Auteurswet is dat de rechthebbende van een werk, zoals een boek, film, muziekstuk, foto, beeldende kunst, architectuur of software de enige is die het mag openbaar maken of kopiëren.
Omdat het heel moeilijk is om bijvoorbeeld een boek te bespreken zonder delen uit dat boek te citeren, heeft de wetgever een uitzondering in die hoofdregel gemaakt voor citaten, mits die aan bepaalde voorwaarden voldoen. Dit is in artikel 15a van de Auteurswet als volgt geformuleerd:
Artikel 25 handelt over de morele rechten ofwel persoonlijkheidsrechten.
Artikel 10d van de Wet op de naburige rechten past dezelfde regels toe op opnamen van muziekuitvoeringen, voorstellingen en dergelijke (zie naburige rechten).
In artikel 16 lid 1 van de Auteurswet BES (betrekking hebbend op Caribisch Nederland en geldend per 10 oktober 2010) is het citaatrecht als volgt geformuleerd:

### Toelichting citaatrecht in Nederland
Als een deel van een tekst, een afbeelding of ander werk onder het citaatrecht valt, dan is voor publicatie ervan geen toestemming van de auteursrechthebbende nodig. In Nederland is het volgens het citaatrecht toegestaan om een deel van andermans werk over te nemen in een aankondiging, beoordeling, polemiek of wetenschappelijke verhandeling. Een citaat moet dus een serieus doel hebben en mag niet slechts ter versiering dienen. In het algemeen wordt in de jurisprudentie gebruik als 'verduidelijking' toegestaan. Het gebruikte 'citaat' verduidelijkt waarover wordt gesproken in de hoofdtekst of hoofdonderdeel van de publicatie.
Grote stukken mogen niet overgenomen worden als 'citaat'. Ook afbeeldingen of stukken tekst die weinig tot niets verduidelijken, maar waarvan mag worden aangenomen dat ze slechts bedoeld zijn om de publicatie 'interessanter' of visueel aantrekkelijker te maken, vallen niet onder het citaatrecht.
Als een citaat gebruikt wordt, moet altijd de bron en de maker van het werk vermeld worden. Er mag niet meer dan strikt nodig is voor het doel worden geciteerd. Het citaat moet zo getrouw mogelijk (bij voorkeur zelfs letterlijk) zijn.
In artikel 15a van de Auteurswet staat nog dat artikel 25 van dezelfde wet in acht moet worden genomen. Dit artikel 25 geeft een auteursrechthebbende de mogelijkheid zich te verzetten tegen gebruik van zijn werk. Dit recht van de auteursrechthebbende blijft dus ook bij het citaatrecht bestaan.

### Voorbeeld: Jaap.nl
Op 7 augustus 2007 conformeerde de voorzieningenrechter van de rechtbank Alkmaar in een zaak met betrekking tot websites over te koop staande huizen, zich aan de eis dat het citeren beperkt zou blijven tot een tekst met maximaal 155 leestekens en het plaatsen van afbeeldingen met een beperkt aantal pixels. In de uitspraak wordt voor foto's een grens van 194x145 pixels genoemd. De rechter sprak zich echter, gezien het spoedeisende karakter van de zaak, niet uit over de vraag of dit juiste grenzen zijn. Deze uitspraak is echter door het gerechtshof vernietigd wegens het niet-ontvankelijk zijn van de eiser; inhoudelijk is de eis daarom niet beoordeeld. Ook in hernieuwd kort geding werd de eiser niet-ontvankelijk verklaard. De rechter oordeelde in beide gevallen, zij het op verschillende gronden, dat Stichting Baas in eigen huis, die stelde de belangen van de makelaars te vertegenwoordigen, onvoldoende onderscheid maakte tussen makelaars die wel of niet bezwaar hadden tegen de handelwijze van Plazacasa op jaap.nl. Daardoor was aan de eisen voor een collectieve actie niet voldaan.

### Eenvoudige geschriften en database-gegevens
In bovengenoemde zaak stelden de partijen, Baas in eigen huis versus Plazacasa de beschermwaardigheid van twee zaken aan de orde: de huisbeschrijvingen en de opzet van de database. De huisbeschrijvingen waren naar het oordeel van de rechter geschriften met onvoldoende eigen karakter om auteursrechtelijke bescherming te genieten; niettemin worden deze, als 'eenvoudige geschriften', beschermd door de Nederlandse wet. Over de beschermwaardigheid van de database-opzet volgens de Europese richtlijnen deed de rechter geen uitspraak. Dat de Nederlandse wet mogelijk in strijd is met Europese Richtlijn 96/9/EG — de zogenaamde Databankenrichtlijn — en hierin mogelijk te restrictief is, liet de rechter niet meewegen, aangezien particulieren en rechtspersonen zich niet rechtstreeks op zo'n richtlijn kunnen beroepen.
De richtlijn houdt in dat een database op zichzelf auteursrechtelijk beschermd is, als deze door keuze of rangschikking van de data een eigen intellectuele schepping van de maker vormt. Andere criteria worden in Artikel 3 uitdrukkelijk uitgesloten. In Alkmaar bleef de vraag onbeantwoord of de opzet van een huizenwebsite met voor de hand liggende ordening en inhoud volgens 'Europa' beschermd mag worden door nationale wetgeving.

### Facebook
In november 2019 oordeelde een Nederlandse rechter dat het op een persoonlijke Facebook-pagina plaatsen van cartoons valt aan te merken als een openbaarmaking die het vrijgelaten beperkt eigen gebruik te boven gaat en daarom als inbreuk op het auteursrecht van de maker dient te worden aangemerkt. Vermeende onwetendheid ten aanzien van de auteursrechtelijke bescherming die op de cartoons rust, doet daarvan niets aan af. Een eventuele onbewuste schending van auteursrechten komt evenzeer voor rekening en risico van de inbreukpleger.

## Citaatrecht in België
Art. XI.189, §1 WER: